# 梅朗 (热尔省)
梅朗（法語：Mérens）是法国热尔省的一个市镇，属于欧什区（Auch）热甘县（Jegun）。该市镇总面积4.18平方公里，2009年时的人口为61人。

## 人口
梅朗人口变化图示